# 諾科 (路易斯安那州)
諾科（英語：Norco）是位於美國路易斯安那州聖查爾斯堂區的一個普查規定居民點。

## 人口
根據2020年美國人口普查的數據，諾科的面積為10.45平方千米，當中陸地面積為8.53平方千米，而水域面積為1.92平方千米。當地共有人口2984人，而人口密度為每平方千米285.55人。